# 超外差收音机

超外差接收机原理图

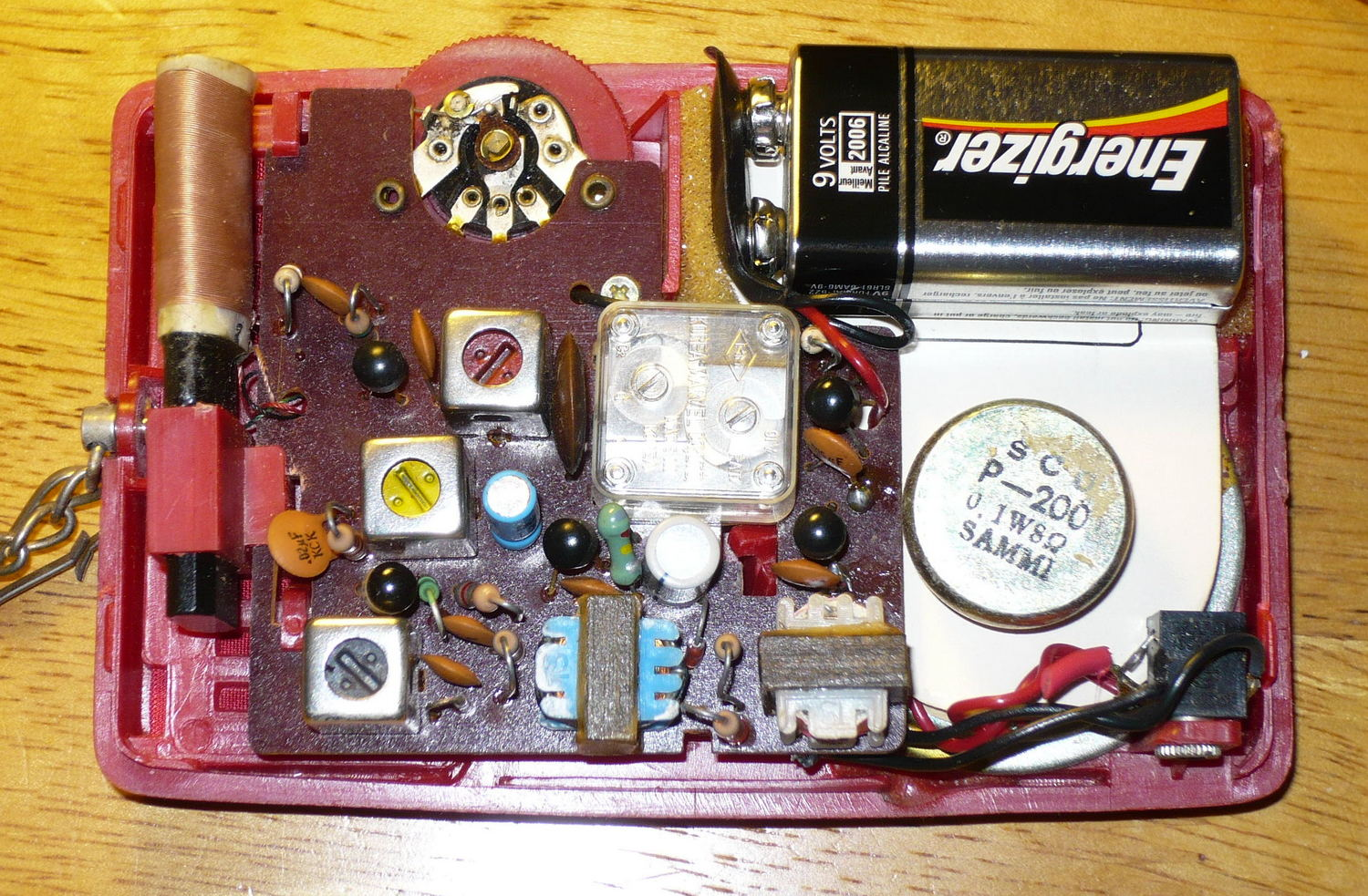
七十年代香港出产的超外差晶体管收音机
在中心位置的方形零件是一个小型双联可变电容器

超外差接收机（英語：Superheterodyne receiver，簡稱），是一种利用超外差原理的无线电接收机，1918年由美国无线电工程师埃德温·霍华德·阿姆斯特朗发明。超外差原理是一种利用机器内一个可变的振荡器产生之电波和外来信号混合，以产生固定频率的中频信号（通常调幅无线电是450千赫兹或455千赫兹（也有262.5千赫兹），调频无线电是10.7 兆赫兹）。
设   f 为外来信号的频率
{\displaystyle f_{o}} 为可变的内部振荡器产生的信号的频率。
经过混频后得到 {\displaystyle f_{o}-f=f_{i}}=455 千赫兹/10.7兆赫兹。

## 构造
超外差接收机主要由下列几个部分组成：

### 前置放大器
前置放大器的作用是放大调變的频率信号(LNA/AGC)，过滤其他频率的信号（带通滤波器，过滤载波带宽外其它信号）。通常由一个可变电容和固定电感组成的滤波電路和一个電晶体放大线路组成。收音机的前置放大器的调幅波段通常是540 千赫兹(KHz) 至 1600 千赫兹(KHz)。

### 可变振盪器

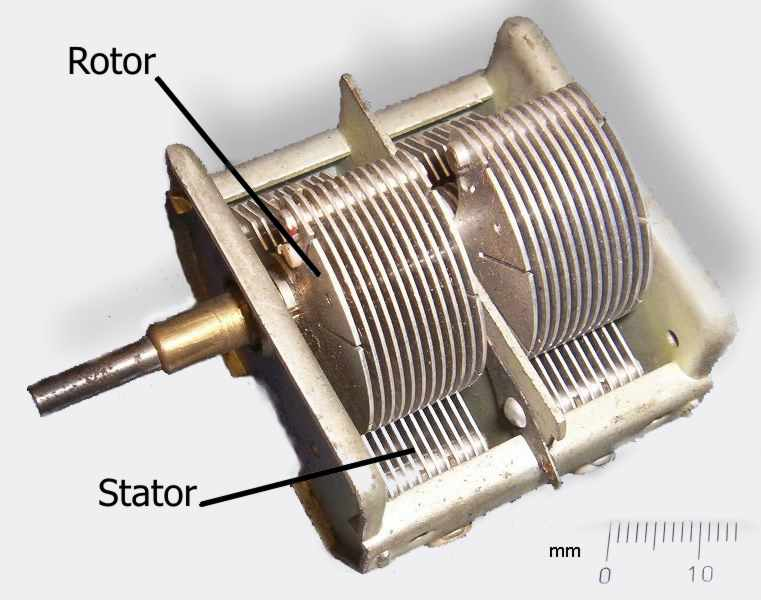
双联可变电容器

可变振盪器由一个固定电感和可变电容加電晶体组成的一个可变频率的振盪器。可变振盪器的可变电容和前置放大器的可变电容，必须同步地变化。同步功能是依靠双联可变电容器形成的。当收音机的前置放大器的波段通常是540 千赫兹(KHz) 至 1600 千赫兹(KHz)时，内部振荡器的频率范围是995千赫兹(KHz) 到2075 千赫兹(KHz)。可变电容有机械式可变电容，压电式可变电容等。

### 混频器
混频器是一个非线性放大器，其输出电压和输入电压之间有如下关系
{\displaystyle v_{o}=k\cdot v_{i}+j\cdot v_{i}^{2}}
其中 {\displaystyle v_{i}} 为输入电压，{\displaystyle v_{o}} 为输出电压。
{\displaystyle v_{i}=a\cos(rt)+b\cos(ot)}
由于混频器的二次项，输出电压中有
{\displaystyle \cos(rt)\cdot \cos(ot)} 一项，
因为 {\displaystyle 2\cos(rt)\cdot \cos(ot)=\cos(rt-ot)+\cos(rt+ot)}
其中{\displaystyle \cos(rt-ot)} 就是差频。
混频器的输出包括 {\displaystyle \cos(rt)}，{\displaystyle \cos(ot)}，{\displaystyle \cos(rt-ot)}，{\displaystyle \cos(rt+ot)}等项。

### 中頻放大器
中頻放大器的作用是将前置放大器和可变振盪器混合後产生的其他频率的信号过滤，仅将以中頻{\displaystyle f_{i}}=455千赫兹(KHz)为中心的頻带放大。中頻放大器的主要元件是两个455千赫兹(KHz)的中頻带通滤波器。中頻带通滤波器（有时也叫中频变压器）对于以455千赫兹为中心的頻带以外的信号有不錯的滤波。一般中頻放大器的放大倍率为30-60分贝(dB)，如不采取適當的屏蔽，过高的放大倍率可能会引起正回授振盪。
較高階的接收机的有时利用到二级的中頻放大器以加强放大倍率和选择性，第一级中頻放大器将信号变为较高的中频，然后经过第二级中頻放大器（带有另一个振盪器）变为低的中频。这种架構的中頻放大器具有很高的放大倍率。

### 音频放大器
经过中頻放大器过滤和放大的信号，由檢波二极體检波後(實際上就是把信號進行半波整流)剩下音频的信号，再经功率放大器放大送入扬声器發出聲音。

## 超外差接收器模块
有些廠商将调幅调频接收器组合成模块，例如TDQ-9A等模块